# Listă de rectori ai universităților din România
Rectorul este conducătorul unei instituții de învățământ superior. Aceasta este o listă a rectorilor unor instituții de învățământ superior din România.

## Rectorii Universității din București
- Gheorghe Costaforu (1864-1871) - profesor de drept civil[1]
- Vasile Boerescu (1871) - profesor de drept comercial[1]
- Ion Zalomit (1871-1885) - profesor de istoria filosofiei
- Alexandru Hristea-Orăscu (1885-1892) - profesor de geometrie descriptivă
- Titu Maiorescu (1892-1897) - profesor de logică și de istoria filosofiei comparate
- Grigore Ștefănescu (1897-1898) - profesor de geologie și mineralogie
- Constantin Dimitrescu-Iași (1898-1911) - profesor de sociologie
- Ermil Pangratti (1911-1912, 1923-1929) - profesor de geometrie descriptivă
- Ioan Bogdan (1912) - profesor de limbi slave
- Thoma Ionescu (1912-1915) - profesor de anatomie topografică și de clinică chirurgicală
- Ion Athanasiu (1915-1920) - profesor de fiziologie generală și comparată
- Mihail Vlădescu (1920-1923) - profesor de botanică
- Nicolae Iorga (1929-1932) - profesor de istorie universală medievală și modernă
- Nicolae Gheorghiu (1932-1936) - profesor de clinică obstetricală
- Constantin C. Stoicescu (1936-1940) - profesor de drept roman
- Petre P. Panaitescu (1940-1941) - profesor de istoria slavilor
- Alexandru Otetelișanu (1941) - profesor de drept civil
- Horia Hulubei (1941-1944) - profesor de fizică atomică
- Daniel Danielopolu (1944) - profesor de clinică medicală
- Simion Stoilow (1944-1946) - profesor de teoria funcțiilor
- Alexandru Rosetti (1946-1949) - profesor de limba română
- Ilie G. Murgulescu (1949-1950) - profesor de chimie fizică
- Constantin Balmuș (1950-1952) - profesor de limbi clasice
- Avram Bunaciu (1952-1954) - profesor de drept constituțional
- Nicolae Sălăgeanu (1954-1957) - profesor de botanică
- Iorgu Iordan (1957-1958) - profesor de lingvistică și filologie
- Jean Livescu (1959-1963; 1968-1972) - profesor de limbi și literaturi germanice
- Gheorghe Mihoc (1963-1968) - profesor de statistică matematică
- George Ciucu (1972-1981) - profesor de calculul probabilităților
- Ioan Ioviț Popescu (1981-1988) - profesor de fizica plasmei
- Ion Dodu Bălan (1989) - profesor de literatură română
- Nicolae D. Cristescu (1990-1992) - profesor de mecanică
- Emil Constantinescu (1992-1996) -  profesor de mineralogie
- Ioan Mihăilescu (1996-2005) - profesor de sociologie
- Ioan Pânzaru (2005-2011) - profesor de literatură franceză medievală[1]
- Mircea Dumitru (2011-2019) - profesor de filozofie și logică[2]
- Marian Preda (2019-...) - profesor de sociologie[3]

## Rectorii Universității Politehnica din București
- Nicolae Vasilescu-Karpen, (1 decembrie 1938 – 9 octombrie 1940; director între 10 februarie 1920 – 1 decembrie 1938)[4]
- Eugen Chirnoagă (9 octombrie 1940 – 27 ianuarie 1941)[4]
- Constantin C. Teodorescu (27 ianuarie 1941 – 13 octombrie 1944)[4]
- Nicolae Ciorănescu (13 octombrie 1944 – 21 decembrie 1945)[4]
- Petre Sergescu (21 decembrie 1945 – 1946)[4]
- Nicolae Petrulian (1946 – 21 decembrie 1948)[4]
- Lazăr Stoicescu (21 decembrie 1948 – septembrie 1950)[4]
- Constantin Cârciumărescu (septembrie 1950 – 12 martie 1951)[4]
- Ștefan Vencov (12 martie (delegat)/1 mai (numit) 1951 – august 1952)[4]
- Traian Negrescu (august 1952 – august 1954)[4]
- Constantin Dinculescu (august 1954 – ianuarie 1956 și decembrie 1956 – aprilie 1968)[4]
- Cezar - Antoni Parteni (ianuarie 1956 – decembrie 1956)[4]
- George S. Bărănescu (aprilie 1968 – aprilie 1972)[4]
- Radu P. Voinea (aprilie 1972 – aprilie 1981)[4]
- Voicu Tache (mai 1981 – octombrie 1989)[4]
- Rodica Vâlcu (octombrie 1989 – ianuarie 1990)[4]
- Virgiliu N. Constantinescu (februarie 1990 – martie 1992)[4]
- Gheorghe Zgură (aprilie 1992 – martie 2000)[4]
- Ioan Dumitrache (aprilie 2000 – martie 2004)[4]
- Ecaterina Andronescu (aprilie 2004 – martie 2012)[4]
- Mihnea Costoiu (martie 2012 – prezent)[5]

## Rectorii Universității din Cluj[6]
- Antonio Possevino (1533-1611), cleric catolic, teolog și legat pontifical, organizatorul Seminarului Pontifical și Regal din Cluj.[7]
- Jakob Wujek (1541-1597), cleric catolic, primul rector al Colegiului Major Iezuit din Cluj.[7]
- Ferrante Capecci (1546-1586), iezuit sicilian, rector din 1583, decedat de ciumă în 1586[8]
- Ján Berzevici (1692-1750), rector din 1745 până în 1750;
- Áron Berde (1819-1892), meteorolog, jurist, economist, membru corespondent al Academiei Maghiare de Științe, primul rector al Universității Regale Maghiare din Cluj (1872-1873)[9].
- Vilmos Schulek (1843-1905), medic, membru al Academiei Maghiare de Științe, rector (1873 - apr. 1874)[9].
- Machik Béla (1839-1879), medic, rector (apr. 1874 - iunie 1874).[9]
- Henrik Finály (1825-1898), filolog, membru corespondent al Academiei Maghiare de Științe, rector (1874-1875)[9].
- Géza Entz (1842-1919), zoolog, membru al Academiei Maghiare de Științe, rector (1875-1876)[9].
- Groisz Gusztáv (1840-1899), jurist, rector (1876-1877)[9].
- Genersich Antal (1842-1918), medic, membru al Academiei Maghiare de Științe, rector (1877-1878)[9].
- Imre Sándor (1820-1900), lingvist, folclorist, istoric literar, membru al Academiei Maghiare de Științe, rector (1878-1879)[9].
- Sámuel Brassai (1800-1897), lingvist, filosof, matematician, membru al Academiei Maghiare de Științe, rector (1879-1880)[9].
- Károly Haller (1836-1911), jurist, rector (1880-1881). Primar al Clujului (1884-1886)[9].
- Ajtai Kovách Sándor (1845-1917), medic, rector (1881-1882)[9].
- Szabó Károly (1824-1890), istoric, membru al Academiei Maghiare de Științe, rector (1882-1883)[9].
- Abt Antal (1828-1902), fizician, rector (1883-1884)[9].
- Csiky Viktor (1839-1924), jurist, rector (1884-1885)[9].
- Maizner János (1828-1902), medic, rector (1885-1886)[9].
- Szamosi János (1840-1909), filolog, pedagog, rector (1886-1887).[9]
- August Kanitz (1843-1896), botanist, membru al Academiei Maghiare de Științe, membru corespondent al Academiei Române, rector (1887-1888)[9].
- Kolosváry Sándor (1840-1922), jurist, membru corespondent al Academiei Maghiare de Științe, rector (1888-1889)[9].
- Klug Nándor (1845-1909), medic, membru al Academiei Maghiare de Științe, rector (1889-1890)[9].
- Szász Béla (1840-1898), filolog, membru corespondent al Academiei Maghiare de Științe, rector (1890-1891)[9].
- Koch Antal (1843-1927), geolog, mineralog, paleontolog, membru al Academiei Maghiare de Științe, rector (1891-1892)[9].
- Óvári Kelemen (1844-1925), jurist, membru corespondent al Academiei Maghiare de Științe, rector (1892-1893)[9].
- József Brandt (1838-1912), medic, rector (1893-1894)[9].
- Hugó Meltzl (1846-1908), istoric literar, rector (1894-1895)[9].
- Lajos Martin (1827-1897), matematician, pionier al aeronauticii, membru corespondent al Academiei Maghiare de Științe, rector (1895-1896)[9].
- Farkas Lajos (1841-1921), jurist, membru corespondent al Academiei Maghiare de Științe, rector (1896-1897)[9].
- Lechner Károly (1850-1922), medic, membru corespondent al Academiei Maghiare de Științe, rector (1897-1898)[9].
- Terner Adolf (1835-1918), geograf, rector (1898-1899)[9].
- Fabinyi Rudolf (1849-1920), chimist, membru al Academiei Maghiare de Științe, rector (1899-1900)[9].
- Vályi Gábor (1844-1926), jurist, statistician, rector (1900-1901)[9].
- Lőte József (1856-1938), medic, rector (1901-1902)[9].
- Schilling Lajos (1854-1921), istoric, rector (1902-1903).[9]
- Apáthy István (1863-1922), zoolog, membru corespondent al Academiei Maghiare de Științe, rector (1903-1904)[9].
- Kiss Mór (1857-1945), jurist, rector (1904-1905)[9].
- Szabó Dénes (1856-1918), medic, rector (1905-1906).[9]
- Grigore Moldovan (1845-1930), filolog, folclorist, rector (1906-1907).[9]
- Farkas Gyula (1847-1930), matematician, fizician, membru al Academiei Maghiare de Științe, rector (1907-1908).[9]
- Jancsó György (1853-1911), jurist, rector (1908-1909)[9].
- Udránszky László (1862-1914), medic, fiziolog, membru corespondent al Academiei Maghiare de Științe, rector (1909-1910)[9].
- Szádeczky-Kardoss Lajos (1859-1935), istoric, membru al Academiei Maghiare de Științe, rector (1910-1911)[9].
- Szádeczky-Kardoss Gyula (1860-1935), geolog, mineralog, rector (1911-1912)[9].
- Kosutány Ignác (1851-1940), jurist, rector (1912-1913)[9].
- Kenyeres Balázs (1865-1940), medic, membru al Academiei Maghiare de Științe, rector (1913-1914).[9]
- Márki Sándor (1853-1925), istoric, membru al Academiei Maghiare de Științe, rector (1914-1915)[9].
- Tangl Károly (1869-1940), fizician, membru al Academiei Maghiare de Științe, rector (1915-1916)[9].
- Lukáts Adolf (1848-1924), jurist, rector (1916-1917)[9].
- Rigler Gusztáv (1868-1930), medic, rector (1917-1918).[9]
- Schneller István (1847-1939), pedagog, membru corespondent al Academiei Maghiare de Științe, rector (1918-1919)[9].
- Sextil Pușcariu (1877-1948), lingvist, filolog, membru al Academiei Române, rector (1919-1920; 1940-1941)[10].
- Vasile Dimitriu (1859-1928), jurist, rector (1920-1921)[10].
- Dimitrie Călugăreanu (1868-1937), medic, membru corespondent al Academiei Române, rector (1921-1922).[10]
- Iacob Iacobovici (1879-1959), fondatorul școlii românești de chirurgie din Transilvania, rector (1922-1923).[10]
- Nicolae Bănescu (1878-1971), medic, membru al Academiei Române, rector (1923-1924)[10].
- Camil Negrea (1882-1956), jurist, rector (1924-1925)[10].
- Gheorghe Spacu (1883-1955), chimist, membru al Academiei Române, rector (1925-1926)[10].
- Ioan Minea (1878-1941), medic, fondatorul școlii clujene de neurologie, rector (1926-1927)[10].
- Gheorghe Bogdan-Duică (1866-1934), istoric literar, membru al Academiei Române, rector (1927-1928).[10]
- Emil Hațieganu (1878-1959), jurist, om politic, membru de onoare al Academiei Române, rector (1928-1929)[10].
- Emil Racoviță (1868-1947), biolog, speolog, membru și apoi președinte al Academiei Române, fondator al primului Institut de Speologie din lume, rector (1929-1930)[10].
- Iuliu Hațieganu (1885-1959), fondatorul școlii clujene de medicină internă, membru al Academiei Române, rector (1930-1931; 1941-1944)[10].
- Nicolae Drăganu (1884-1939), lingvist, filolog, primar al Clujului în perioada interbelică, rector (1931-1932)[10].
- Florian Ștefănescu-Goangă (1881-1958), psiholog, membru corespondent al Academiei Române, rector (1932-1940).[10]
- Alexandru Borza (1887-1971), botanist, cleric greco-catolic, rector, membru postmortem al Academiei Române (1944-1945)[10].
- Bartók György (1882-1970), filosof, membru al Academiei Maghiare de Științe, rector (1940-1941)[11].
- Szentpétery Zsigmond (1880-1952), geolog, membru al Academiei Maghiare de Științe, rector (1941-1942)[11].
- Kovrig Béla (1900-1962), sociolog, om politic, rector (1942-1943)[11].
- Buza László (1885-1969), jurist, membru al Academiei Maghiare de Științe, rector (1943-1944)[11].
- Miskolczy Dezső (1894-1978), medic, neurolog, revoluționarul psihiatriei moderne, profesor universitar la Cluj și la Târgu Mureș, membru al Academiei Maghiare de Științe, rector (1944-1945)[11].
- Csőgör Lajos (1904-2003), medic, rector (1945-1948)[12].
- Balogh Edgár (1906-1996), scriitor, publicist, rector (1948-1949)[12].
- Nagy István (1904-1977), scriitor, membru al Academiei Române, rector (1950-1952)[11].
- Bányai László (1907-1981), istoric, membru corespondent al Academiei Române, rector (1952-1956)[11].
- Takács Lajos (1908-1982), jurist, om politic, rector (1956-1959)[11].
- Emil Petrovici (1899-1968), lingvist, membru al Academiei Române, rector (1945-1951)[13].
- Raluca Ripan (1894-1972), chimistă, membră titulară a Academiei Române, rector (1951-1956)[13].
- Constantin Daicoviciu (1898-1973), arheolog, istoric, membru al Academiei Române, rector (1956-1968)[13].
- Ștefan Pascu (1914-1998), istoric, membru al Academiei Române, rector (1968-1976)[13].
- Ion Vlad (n. 1928), filolog, teoretician și critic literar, rector (1976-1984)[13].
- Aurel Negucioiu (1930-2012), economist, rector (1984-1989)[13].
- Ionel Haiduc, (n. 1937), chimist, președinte al Academiei Române, rector (1989-1993)[13].
- Andrei Marga, (n. 1946), filosof, rector (1993-2004, 2008-2012)[13].
- Nicolae Bocșan (1947-2016), istoric, rector (2004-2008)[13].
- Ioan Aurel Pop, (n. 1955), istoric, președinte al Academiei Române, rector (2012-2020)[13].
- Daniel David, (n. 1970), psiholog, rector din 2020[14].

## Rectorii Universității de Medicină și Farmacie din Târgu Mureș
- Lajos Csőgör (1948-1949, 1964-1967)

## Rectorii Universității Politehnica Timișoara
- Traian Lalescu (1920–1921)[15]
- Victor Vâlcovici (1921–1930)[15]
- Victor Blăsian (1930–1934)[15]
- Constantin C. Teodorescu (1934–1939)[15]
- Plautius Andronescu (1941–1944)[15]
- Marin Bănărescu (1944–1946)[15]
- Constantin Cândea (1946–1947)[15]
- Ilie G. Murgulescu (1947–1949)[15]
- Nicolae Maior (1949–1950)[15]
- Ioan Beligăr (1950–1956)[15]
- Coriolan Drăgulescu (1956)[15]
- Alexandru Rogojan (1956–1957)[15]
- Marin Rădoi (1957–1962)[15]
- Gheorghe Silaș (1962–1963)[15]
- Constantin Avram (1963–1971)[15]
- Ioan M. Anton (1971–1981 și 1989)[15]
- Coleta de Sabata (1981–1989)[15]
- Radu Vlădea (1990–1992)[15]
- Alexandru Nichici (1992–1996)
- Ioan Carțiș (1996–2004)
- Nicolae Robu (2004–2012)
- Viorel-Aurel Șerban (2012–2020)[16][17]
- Florin Drăgan (2020–prezent)[17]